# Síndrome de Eisenmenger
El Síndrome de Eisenmenger (o enfermedad cianosante tardía) es una enfermedad congénita del corazón en la cual diferentes defectos cardiacos congénitos causan aumento de la resistencia vascular pulmonar e hipertensión pulmonar, lo que resulta en inversión de la circulación sanguínea (de derecha a izquierda) o que sea bidireccional, con lo que se hace difícil el paso de la sangre desde el corazón hasta los pulmones, facilitándose el paso de sangre a través de la comunicación interventricular, dificultándose la oxigenación de la sangre porque parte de ella no pasa por el pulmón.

## Fisiopatología
El aumento del flujo hace que la presión arterial pulmonar este siempre aumentada, aumentando la circulación en algunos casos y en otros la falla de la estructura muscular de las arterias, esto se desarrolla en pacientes con lesión infratricuspideas en el defecto septal interventricular en 5% evolucionando a hipertensión arterial y Sd. Eisenmenger principalmente en los primeros años de vida. Las lesiones supra ventriculares (Comunicación Interauricular- tronco arterioso) se evidencian en la 3° a 4° década de vida. En conclusión, el aumento del flujo y la presión en el árbol vascular produce cambios en las paredes y la ineficaz función de las células endoteliales, de las del músculo liso del corazón y de las plaquetas.

## Epidemiología
Puede presentase por igual en hombres y mujeres, se desarrolla antes de la pubertad, puede aparecer en la adolescencia o en la juventud temprana con un cortocircuito izquierda a derecha del 8-10%. Los niños nacidos con cardiopatías ( C.I.V. grande – C.I.A. o Persistencia del Conducto Arterioso) tienen un riesgo de desarrollar el Síndrome de Eisenmenger. La esperanza de vida una vez desarrollado el síndrome es de 20 a 50 años. La tasa de mortalidad fetal en embarazadas es del 25% y materno mayor al 50%.

## Cuadro clínico

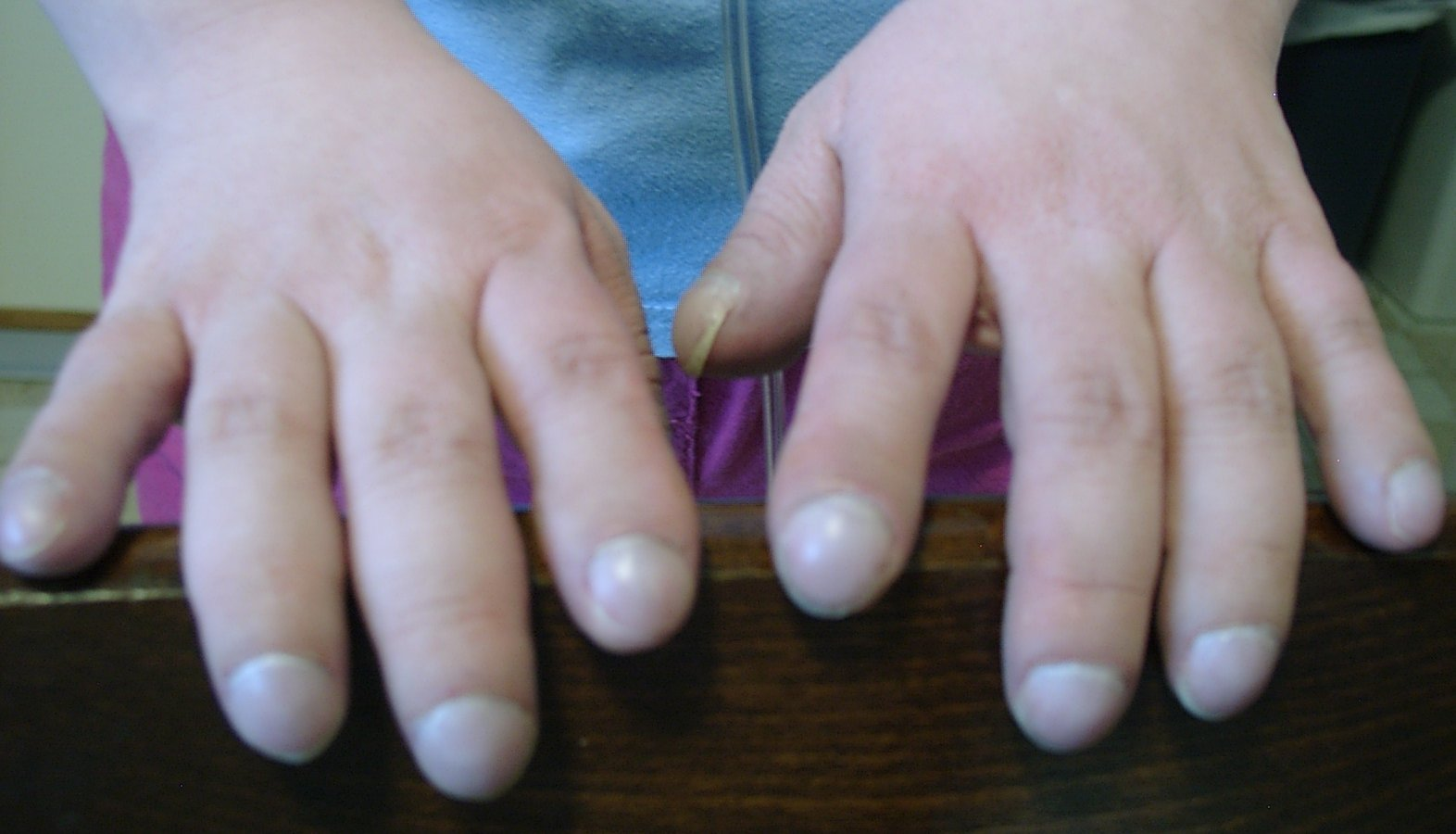
Ejemplo de dedos hipocráticos secundarios a la hipertensión pulmonar en un paciente con síndrome de Eisenmenger

Hablando de los síntomas, pueden ser asintomáticos o suelen aparecer hasta los veinte o cuarenta años, constan:
- Cianosis (aumenta progresivamente)
- Cansancio rápido y disnea de diferentes grados
- Síncope
- Arritmias
- Hemoptisis (síntoma tardío)
- Poliglobulia
- Parestesia
- Cefaleas
- Mareos
- Disturbios visuales
- ACV (Accidente Cerebro Vascular), incluso abscesos cerebrales (Zárate, s. f.)

## Diagnóstico
Es importante tener la historia clínica total del paciente para realizar un diagnóstico adecuado de la patología; se puede incluir:
- Antecedentes familiares y personales
- Interrogatorio sobre la sintomatología cardiorrespiratoria.
- Exploración física
- Cateterismo cardiaco, se mide la presión arterial pulmonar, resistencia vascular pulmonar y respuesta a vasodilataciones pulmonares.

Si el paciente presenta antecedentes de Comunicación Auriculoventricular (CAV), Comunicación Interauricular (CIA), Comunicación Interventricular (CAV) o Ductus Arterioso Permeable (PDA) y cualquiera de estas no ha sido tratada o fue tratada después del primer año de vida, este corre el riesgo de desarrollar el (SE) Síndrome de Eisenmenger.
Pruebas diagnósticas
Entre los más importantes y comunes tenemos:
- Análisis de sangre
- Radiografía de tórax (se centra en el examen de presencia de un agrandamiento de ventrículo derecho y dilatación del tronco pulmonar con reducción de calibre de vasos periféricos)
- Ecocardiograma (presencia de cortocircuitos)
- Electrocardiograma
- Oximetría de pulso (con y sin oxígeno)
- Cateterismo Cardiaco
- Biometría hemática completa
- Pruebas de coagulación
- Pruebas de función renal y hepático
- Resonancia magnética

## Tratamiento
Antes de dictar un tratamiento específico se debe tomar en cuenta los siguientes puntos:
- Antecedentes médicos
- Edad
- Gravedad de la patología
- Tolerancia farmacológica
- La opinión y preferencia del paciente

Esta es una patología en la que sus características básicamente son irreversibles por lo que se recomienda un tratamiento sintomático. (Grupos de Estudio de Medicina, 19:38:30 UTC)

### Tratamiento Farmacológico
Es recomendable la prescripción de medicamentos que contribuyan en la disminución de hipertensión arterial, estos producen la dilatación de los vasos sanguíneos y disminuyen la presión sanguínea de los pulmones, tomando en cuenta el cuadro clínico también se recomiendan los siguientes:
- Diuréticos
- Digitálicos
- Antiarrítmicos
- Anticoagulantes

El uso de oxígeno durante el sueño puede ser un tratamiento positivo para el alivio de los síntomas, así como la extracción de sangre (Flebotomía) en caso de que exista consistencia extrema de sangre. («v16n1a10sosa.pdf», s. f.)

### Tratamiento Quirúrgico
Cuando otros tratamientos ya no son eficaces, es viable el trasplante cardiopulmonar, recomendado para pacientes con pronóstico no favorable, con síntomas graves y una calidad de vida inaceptable; el paciente debe contar con una buena funcionalidad ventricular izquierda, misma que debe tener una eyección mayor que el ventrículo derecho de al menos un 10% y sin ningún tipo de lesión valvular. («IMSS-431-11GRR_EISENMENGER.pdf», s. f.)

## Pronóstico
Los pacientes con Síndrome de Eisenmenger deben ser evaluados con continuidad cada 6-12 meses. Algunos pacientes con este tipo de patología no presentan complicaciones médicas y pueden vivir hasta la edad adulta